# Houtereenkarit
Houtereenkarit är öar i Finland. De ligger i Finska viken och i kommunen Fredrikshamn i landskapet Kymmenedalen, i den södra delen av landet. Öarna ligger omkring 22 kilometer öster om Kotka och omkring 140 kilometer öster om Helsingfors. 
Arean för den av öarna koordinaterna pekar på är 0,8 hektar och dess största längd är 180 meter i öst-västlig riktning.
Närmaste större samhälle är Fredrikshamn, 15,7 km nordväst om Houtereenkarit.

## Klimat
Inlandsklimat råder i trakten. Årsmedeltemperaturen i trakten är 1 °C. Den varmaste månaden är augusti, då medeltemperaturen är 12 °C, och den kallaste är maj, med −4 °C.